# Estação Martín Carrera
A Estação Martín Carrera é uma das estações do Metrô da Cidade do México, situada na Cidade do México, entre a Estação Talismán e a Estação La Villa-Basílica. Administrada pelo Sistema de Transporte Colectivo, é uma das estações terminais da Linha 4 e da Linha 6.
Foi inaugurada em 29 de agosto de 1981. Localiza-se no cruzamento da Avenida Ferrocarril Hidalgo com a Avenida Martín Carrera e a Avenida San Juan de Aragón. Atende o bairro Martín Carrera, situado na demarcação territorial de Gustavo A. Madero. A estação registrou um movimento de 18.515.788 passageiros em 2016.